# Glossopsitta pusilla
Glossopsitta pusilla là một loài chim trong họ Psittacidae.

## Hình ảnh

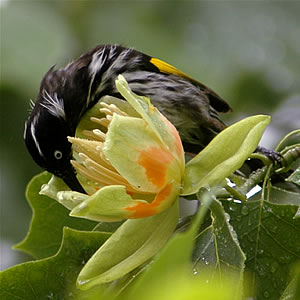